# 斯普瓦 (奥布省)
斯普瓦（法語：Spoy，法語發音：[spwa]）是法国奥布省的一个市镇，属于奥布河畔巴尔区。

## 地理
斯普瓦（48°13'41"N, 4°37'14"E）面积10.36 平方千米，位于法国大東部大區奥布省，该省份为法国中北部省份，北起马恩省，西接塞纳-马恩省，西南至约讷省，东南至科多尔省，东临上马恩省。
与斯普瓦接壤的市镇（或旧市镇、城区）包括：阿尔冈松、库维尼翁、弗拉沃、马尼富沙尔、迈松德尚、默尔维尔、普罗韦维尔。

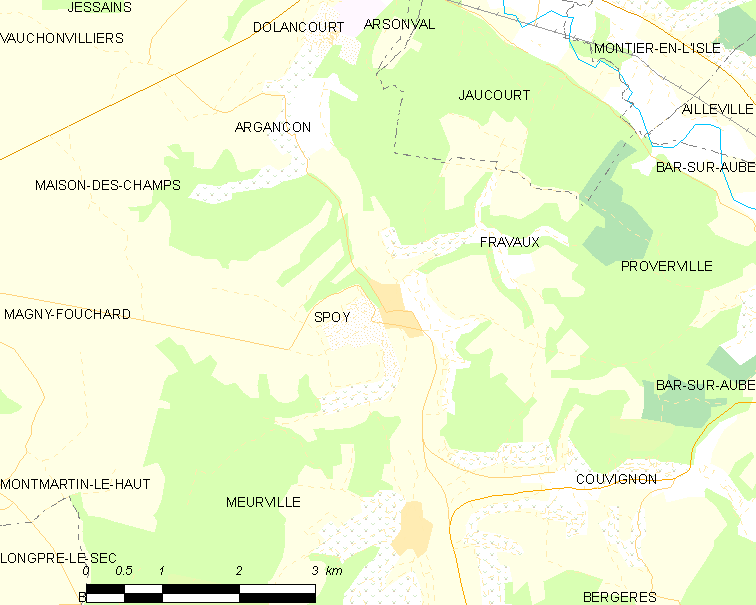
的OSM定位图

斯普瓦的时区为UTC+01:00、UTC+02:00（夏令时）。

## 行政
斯普瓦的邮政编码为10200，INSEE市镇编码为10374。

## 政治
斯普瓦所属的省级选区为奥布河畔巴尔县。

## 人口

1962-2008年间人口变化图示

斯普瓦于2022年1月1日时的人口数量为147人。